# Língua karenni
Karen Vermelho  ou Karenni (Birmanês: ကယား, Kayah Li) é uma língua Karen (um continumm de dialetos) falado por  cerca de 200 mil pessoas do povo  Kayah em Myanmar
O nome  Kayah  foi descrito como "um novo nome inventado pelos birmaneses para separá-los de outros Karen".

O kayah oriental era falado por 260 mil pessoas em Myanmar e 100 mil na Tailândia em 2000, e o kayah ocidental por 210 em Birmânia em 1987. As duas vformas são bastante divergentes. Entre os dialetos ocidentais estão Yintale e kayahManu (Manumanaw em birmanês).

## Escrita
De acordo com Aung 2013, Manumanaw Karen ainda não possui uma escrita padronizada. Os missionários católicos desenvolveram uma grafia usando o alfabeto latino que é usada em documentos religiosos, incluindo a tradução da Bíblia. Um comitê de literatura Manumanaw Karen foi criado e está desenvolvendo programas de alfabetização com SIL, usando ortografia baseada na escrita birmanesa, para que seja aceita por católicos e batistas.
| a | b | c | d | e | è | g | h | j | i | î | k | kh | l | m | n | o | ô | ò | p | ph | r | s | sh | t | ht | u | û | w | y |

Os tons são indicados usando o caron, o acento agudo ou sem essas adições nas vogais: á, é, è́, í, î́, ó, ố, ò́, ú, û́ ; ǎ, ě, è̌, ǐ, î̌, ǒ, ô̌, ò̌, ǔ, û̌ ; que são os diacrÍticos usados para indicar a voz ofegantes  nas vogais a̤, e̤, i̤, o̤, ṳ.
| a | b | c | d | e | f | g | h | i | j | k | l | m | n | o | p | q | r | s | t | u | v | w | x | y | z |

Sete dígrafos são usados.
| ng | ht | kh | ph | th | ny | gn |

As cinco vogais do alfabeto são complementadas por quatro letras acentuadas que representam suas próprias vogais.
| a | e | i | o | u | è | ò | ô | û |

Os tons são representados usando os diacríticos acento agudo e o caron sobre a vogal. A voz ofegante com um trema abaixo da letra da vogal. As letras vocálicas de voz ofegante também podem ter um diacrítico indicando o tom.
| Alto     | á | é | í | ó | ú | è́ | ò́ | ố | û́ |
| Médio    | ǎ | ě | ǐ | ǒ | ǔ | è̌ | ò̌ | ô̌ | û̌ |
| Ofegante | a̤ | e̤ | i̤ | o̤ | ṳ | è̤ | ò̤ | ô̤ | ṳ̂ |

## Amostra de texto
alfabeto birmanês:
ကၤယး ဒၲ အၤ သဲဇှံ မှလၤကိး တှဲၤစဴတှဲၤတှၴၤ တၤဟၴၤနၲုၤ, အၤ နှီဘဲၤ တှဲၤဆဴးရီၤ, မှၴၤတၴးဟၴရဴ အၤ ကှံ နှီဘဲၤဒံၤ လှဴး꤮ တှဲၤစဴတှဲၤတှၴၤ ဒၲ အၤ သဲဇှံ နၲုၤတၤဟၴၤ ပှး။
Transliterado
Kayǎ dố a thè́zṳ̂́ má̤lakǒ tè̤cò́tè̤te̤ tahenuô, a ní̤bè tè̤sò̌ri, me̤těhérò a ki ní̤bèdû lò̌꤮ tè̤cò́tè̤te̤ dố a thè́zṳ̂́ nuôtahe pǎ
Português
Bem-aventurados os que têm fome e sede de justiça, porque eles serão fartos.

## Lígações externas
- «E-books for children with narration in Karenni». Unite for Literacy library. Consultado em 21 de junho de 2014
- Eastern Kayah Li basic lexicon at the Global Lexicostatistical Database
- Karenni em Omniglot.com
- Karenni Kyu em Ethnologue
- Karenni Eki em Ethnologue
- (PDF) Refugiados Karenni